# Blechnum lineare
Blechnum lineare là một loài dương xỉ trong họ Blechnaceae. Loài này được J. Sm. Christenh. mô tả khoa học đầu tiên năm 2011.